# لوري بيرغر
لوري بيرغر هي كاتِبة سويسرية، ولدت في 17 ديسمبر 1921 في بازل في سويسرا، وتوفي بنفس المكان في 14 أغسطس 1943 بسبب غرق.